# Frånö
Frånö – miejscowość (tätort) w Szwecji w gminie Kramfors w regionie Västernorrland. Około 679 mieszkańców.